# Scuderia De Tomaso
Die Scuderia De Tomaso (auch: Isobel de Tomaso oder Scuderia Isobel de Tomaso) war das Werksteam des italienischen Rennwagenherstellers Automobili De Tomaso, das von 1961 bis 1963 an Formel-2- und Formel-1-Rennen teilnahm. De Tomaso gehörte mit BRM, Ferrari und Porsche zu den vier Teams, die in der sogenannten 1,5-Liter-Ära der Formel 1 mit einem eigenen Chassis und einem eigenen Motor an den Start gingen. Die Autos waren durchgängig nicht konkurrenzfähig. Das Team beschränkte sich auf die Teilnahme an zwei Weltmeisterschaftsläufen, bei denen es keine Punkte erzielte, und startete darüber hinaus bei einzelnen Rennen, die keinen Weltmeisterschaftsstatus hatten. Die Scuderia De Tomaso wird gemeinhin als das erfolgloseste Team der 1,5-Liter-Ära angesehen.

## Teamgeschichte
Der aus Argentinien stammende Rennfahrer und Geschäftsmann Alejandro de Tomaso gründete 1959 mit finanzieller Unterstützung seiner Frau Isabelle Haskell im italienischen Modena eine Automobilwerkstatt, in der er Rennwagen für verschiedene Klassen und ab 1965 auch Straßensportwagen herstellen ließ.

### Eigene Rennwagen
De Tomaso produzierte von 1959 bis 1963 vier verschiedene Rennwagentypen.

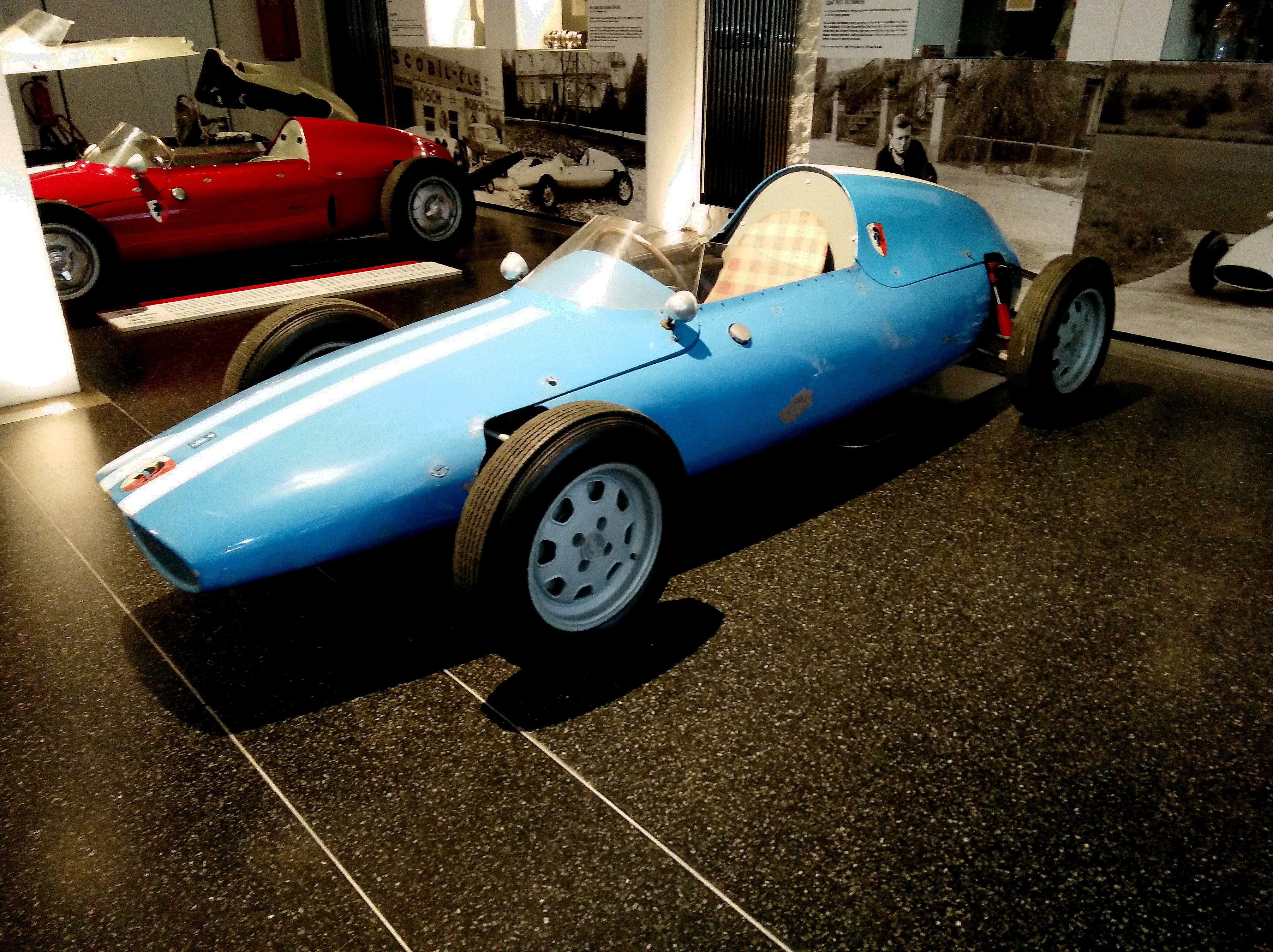
Isis Formel Junior

1959 erschien zunächst der für die Formel Junior bestimmte Isis, der die Kopie eines zeitgenössischen Cooper T43 war, mit dem De Tomaso seine letzten Rennen gefahren war. Auf dieser Grundlage baute de Tomaso zunächst den F2, ein Einzelstück für die Formel 2. Ab 1961 entstanden fünf technisch identische Nachbauten dieses Modells, die als De Tomaso F1 bezeichnet wurden. Die Wagen waren für die 1,5-Liter-Ära der Formel 1 bestimmt, in der ab 1961 Motoren mit einem Hubraum von maximal 1.500 cm³ zugelassen waren. De Tomaso griff zunächst auf Großserienmotoren von Alfa Romeo zurück, die er von Virgilio Conrero aufbohren und mit einer Doppelzündung versehen ließ. Ihre Leistung lag mit 140 PS etwa 45 PS unter der der Motoren von BRM und 40 PS unter der der Ferrari-Motoren. Conreros Alfa-Motoren waren nicht nur die schwächsten Triebwerk des Starterfelds; sie zeichneten sich die Conrero-Motoren auch durch eine ausgeprägte Unzuverlässigkeit aus. Der auf den Betrieb in Straßenfahrzeugen ausgelegte Motorblock war den Anforderungen des Rennsports nicht gewachsen. Die strukturelle Überlastung führte zu zahlreichen Motordefekten und Ausfällen. Auch die alternativ verwendeten, etwa 158 PS starken Vierzylindermotoren von OSCA waren nicht konkurrenzfähig.
Nach zahlreichen Ausfällen, die in erster Linie auf Motorendefekte zurückzuführen waren, ließ De Tomaso 1962 von dem früheren Ferrari-Designer Alberto Massimino das Modell 801 konstruieren, das mit einem selbst entwickelten Achtzylindermotor ausgestattet war. De Tomaso gab die Leistung des Achtzylinders mit 170 PS an, was 25 bis 30 PS unter den Werten der gegenüber dem Vorjahr deutlich stärker gewordenen Porsche- und Ferrari-Motoren lag. Beobachter bezweifelten die Richtigkeit von De Tomasos Angaben und vermuteten, dass die Motorleistung tatsächlich noch geringer war. Nachdem De Tomaso auch mit diesem Modell keine Rennerfolge erzielen konnte, stellte er mit Ablauf des Jahres 1963 sein Monoposto-Programm ein. Zwar kündigte Alejandro de Tomaso Ende 1963 noch die Entwicklung eines weiteren Motors an, der zwölf Zylinder haben sollte; dieses Triebwerk kam aber nie über die Projektphase hinaus. Erst 1970, als der Schwerpunkt des Unternehmens bereits auf der Herstellung von Straßensportwagen lag, kehrte De Tomaso in die Formel 1 zurück. Ein gemeinsames Projekt mit Frank Williams Racing Cars sollte eine werbewirksame Begleitung bei der Vermarktung des Sportwagens Pantera sein, kam aber frühzeitig zu einem Ende, nachdem Williams’ Stammfahrer Piers Courage beim Großen Preis der Niederlande in einem De Tomaso 505 tödlich verunglückt war.

### Werks- und Kundenautos
De Tomaso betrieb ab 1960 ein eigenes Motorsportteam, das er Scuderia De Tomaso oder – als Reverenz an seine Ehefrau, die das Projekt finanzierte – Scuderia Isobel de Tomaso nannte. Vier der ab 1959 produzierten Fahrzeuge blieben im Werksteam und erschienen in vier Jahren zu insgesamt neun Rennen in Italien. Nur zwei von ihnen waren Läufe der Formel-1-Weltmeisterschaft; die übrigen hatten keinen Weltmeisterschaftsstatus und gelten als schwach besetzte Nebenrennen mit lediglich regionaler Bedeutung. Fahrer des Werksteams war zunächst Roberto Bussinello, der in erster Linie als Techniker und Mechaniker bei De Tomaso arbeitete; 1962 trat der Argentinier Nasif Estéfano an seine Stelle, der keine Monoposto-Erfahrung hatte.
Einige Exemplare der F1-Baureihe verkaufte De Tomaso an Kundenteams. Zwei von ihnen (F1-001 und F1-003) gingen an die Scuderia Serenissima, die sie allerdings nur zu vier Rennen des Jahres 1961 für Roberto Bussinello, Giorgio Scarlatti und Nino Vaccarella meldete. Danach reichte Serenissima die Autos an Amateurfahrer weiter. Ein weiteres Chassis (F1-002) übernahm die Scuderia Settecolli, die es unter Roberto Lippi zu drei Weltmeisterschaftsläufen und sieben weltmeisterschaftsfreien Rennen meldete. Lippi versuchte 1963 die Unterlegenheit des F1 durch den Einbau stärkerer Motoren von Maserati und Ferrari zu kompensieren, konnte aber auch mit diesen Kombinationen keine Erfolge erzielen.

### Scheitern
Die Scuderia De Tomaso wird gemeinhin als das erfolgloseste Team der 1,5-Liter-Ära angesehen, eine „absolute Zitrone“, die sogar schlechter gewesen sei als Carlo Chitis ATS-Projekt. De Tomaso sei nicht einmal in der Lage gewesen, einen Cooper anständig zu kopieren. Beobachter sehen die Ursache für das Scheitern des Teams neben der Unausgereiftheit seiner Autos vor allem in der sprunghaften Persönlichkeit Alejandro De Tomasos. Er habe eine „sehr kurze Aufmerksamkeitsspanne“ gehabt und habe es nicht zugelassen, ein Projekt in Ruhe weiterzuentwickeln.

## Renneinsätze des Werksteams

### Formel 2
Die Scuderia De Tomaso bestritt 1960 ein Formel-2-Rennen. Im Oktober des Jahres meldete sie den De Tomaso F2 mit Alfa-Romeo-Motor erstmals Anfang Oktober 1960 zum Großen Preis von Modena, dem viertletzten Rennen der Formel-2-Saison. Fahrer war Roberto Bussinello. Er beschädigte den Wagen bei einem Trainingsunfall so stark, dass er zum Rennen nicht mehr repariert werden konnte. Einen weiteren Formel-2-Einsatz erlebte das Auto nicht.

### Formel 1

#### 1961
Unter dem Namen Scuderia Isobel De Tomaso erschien das Werksteam erstmals am 14. Mai 1961 bei einem Formel-1-Rennen. Der 19. Gran Premio di Napoli war eine nicht zur Weltmeisterschaft zählenden Rennveranstaltung auf der Rennstrecke von Posillipo, an der insgesamt 13 Fahrzeuge teilnahmen. Das Team meldete hier erneut den im Vorjahr aufgebauten F2, der nun mit einem 1,5 Liter großen Vierzylindermotor von OSCA ausgestattet war. Fahrer war wie schon im Vorjahr Roberto Bussinello. Er qualifizierte sich für den elften Startplatz und kam mit vier Runden Rückstand als Fünfter ins Ziel.
Im September 1961 trat das Werksteam mit Bussinello zum Gran Premio di Modena an. Hier setzte De Tomaso den F1-004 mit Alfa-Motor für Bussinello und den älteren F2 Osca-Motor für Gastone Zanarotti ein. Bussinello qualifizierte sich für den 13. Startplatz, schied im Rennen aber wegen eines Motordefekts aus; Zanarotti hingegen verpasste bereits die Qualifikation.
Nachdem das Kundenteam Serenissima bereits beim Großen Preis von Frankreich erstmals ein De-Tomaso-Auto bei einem Weltmeisterschaftslauf an den Start gebracht hatte, kam es eine Woche nach dem Rennen in Modena beim Großen Preis von Italien zum WM-Debüt des Werksteams. Bussinello fuhr wie schon in Modena den F1-004 mit Alfa-Motor. Vom 24. Platz aus ins Rennen gehend, fiel er bereits in der zweiten Runde nach einem Motordefekt aus.
Der letzte Einsatz des Werksteams 1961 war die Coppa Italia, ein sehr kurzfristig organisiertes Rennen in Vallelunga, an dem abgesehen von De Tomaso ausschließlich Privatteams und insgesamt nur 10 Fahrer teilnahmen. Bussinello startete für die Scuderia De Tomaso im F1-004 mit Alfa-Motor. Im ersten Lauf wurde er Fünfter hinter Lippi im F1-002 der Scuderia Settecolli, im zweiten Lauf war Bussinello Vierter. Insgesamt wurde er als Vierter gewertet.

#### 1962
Die sportlichen Resultate der Rennen von 1961 hatten die mangelnde Konkurrenzfähigkeit der bisherigen, noch auf einer Formel Junior-Konstruktion beruhenden Autos deutlich werden lassen. De Tomaso verbrachte einen Großteil des folgenden Jahres damit, den neuen De Tomaso 801 mit eigenem Motor zu entwickeln. Während die private Scuderia Settecolli den bekannten F1-002 mit Osca-Motor und Roberto Lippi als Fahrer bei einigen kleinen italienischen Rennen ohne Erfolg einsetzte, ruhte der Rennbetrieb der Scuderia De Tomaso bis in den Spätsommer 1962 hinein. Zwar hatte sich das Werksteam zum Großen Preis von Monaco gemeldet, trat dort aber nicht an. Lediglich beim Großen Preis von Neapel im Mai 1962 erschien das Werksteam mit Gastone Zanarotti und dem inzwischen fast zwei Jahre alten F2 mit Osca-Motor. Zanarotti verpasste die Qualifikation; seine beste Rundenzeit lag im Training fast 11 Sekunden über der Zeit des Pole-Setters Lorenzo Bandini und 12 Sekunden über der späteren schnellsten Rennrunde von Willy Mairesse.
Beim Großen Preis von Italien 1962 debütierte De Tomasos neuer 801. Als Fahrer war der argentinische Stock-Car-Pilot Nasif Estéfano gemeldet, der zuvor lediglich ein Formel-1-Rennen in einem privaten Maserati 250F gefahren war. Im Training funktionierte der Wagen nicht einwandfrei. Estéfano wurde mit einer Rundenzeit von über sechs Minuten gewertet, während Jim Clark im Werks-Lotus für eine Streckenumrundung lediglich 1:40 Minuten brauchte. Einen weiteren Versuch, den 801 bei einem Weltmeisterschaftslauf der Formel 1 an den Start zu bringen, unternahm De Tomaso nicht.

#### 1963
In der Saison 1963 trat die Scuderia De Tomaso bei keinem Weltmeisterschaftslauf an. Zwar meldete De Tomaso den 801 zu den Großen Preisen von Monaco, Großbritannien und Frankreich; das Team erschien aber letztlich zu keinem dieser Rennen.
Das einzige Rennen des Werksteams war in diesem Jahr der Große Preis von Rom, ein weltmeisterschaftsfreies Rennen in Vallelunga, zu dem insgesamt 19 Fahrer vornehmlich privater Teams gemeldet waren. Die Scuderia De Tomaso trat mit dem 801 für Nasif Estéfano sowie einem von Franco Bernabei gefahrenen F1-005 an, der abweichend von den älteren Modellen der F1-Reihe mit einem von Holbay getunten Vierzylindermotor von Ford ausgestattet war. Im Training war der F1-005 mit Ford-Motor schneller als De Tomasos neuer 801, der einen selbst entwickelten Achtzylindermotor hatte. Bernabei beendete den ersten der beiden Läufe des Rennens nach 37 von 40 Runden. Beim zweiten Lauf ging er aufgrund eines technischen Defekts nicht an den Start. Estéfano qualifizierte den 801 für den neunten Startplatz. Im Rennen legte er nur eine Runde zurück; zu Beginn der zweiten Runde fiel er mit einem Kupplungsdefekt aus.
Neben den zwei Werksfahrern traten in Vallelunga vier weitere Fahrer mit Kundenfahrzeugen von De Tomaso an; bei keinem anderen Rennen waren so viele Wagen der Marke gemeldet. Das beste Ergebnis erzielte Roberto Lippi im F1-002 der Scuderia Settecolli, der hier den OSCA-Motor durch einen Maserati-Vierzylinder ersetzt hatte. Er wurde Vierter der Gesamtwertung.

## Ergebnisse

### Formel 2
| Saison               | Team          | Fahrer | 1 | 2 | 3 | 4 | 5 | 6 | 7 | 8 | 9 | 10 | 11 | 12 | 13 | 14 | 15 | 16 | 17 | 18 | 19 | 20 | 21 | 22  | 23 | 24 | 25 | 26 |
| -------------------- | ------------- | ------ | - | - | - | - | - | - | - | - | - | -- | -- | -- | -- | -- | -- | -- | -- | -- | -- | -- | -- | --- | -- | -- | -- | -- |
| 1960                 |               |        |   |   |   |   |   |   |   |   |   |    |    |    |    |    |    |    |    |    |    |    |    |     |    |    |    |    |
| Automobili De Tomaso | R. Bussinello |        |   |   |   |   |   |   |   |   |   |    |    |    |    |    |    |    |    |    |    |    |    | DNQ |    |    |    |    |

### Formel-1-Weltmeisterschaft
| Saison | Team               | Chassis           | Fahrer        | 1   | 2   | 3 | 4   | 5   | 6 | 7   | 8 | 9 | 10 | Punkte | Rang |
| ------ | ------------------ | ----------------- | ------------- | --- | --- | - | --- | --- | - | --- | - | - | -- | ------ | ---- |
| 1961   |                    |                   |               |     |     |   |     |     |   |     |   |   |    | –      | –    |
| 1961   | Scuderia De Tomaso | F1-004 Alfa Romeo | R. Bussinello |     |     |   |     |     |   | DNF |   |   |    | –      | –    |
| 1962   |                    |                   |               |     |     |   |     |     |   |     |   |   |    | –      | –    |
| 1962   | Scuderia De Tomaso | De Tomaso 801     | N. Estéfano   |     | DNA |   |     |     |   | DNQ |   |   |    | –      | –    |
| 1963   | Scuderia De Tomaso |                   |               |     |     |   |     |     |   |     |   |   |    | –      | –    |
| 1963   | Scuderia De Tomaso | De Tomaso 801     | N. Estéfano   | DNA |     |   | DNA | DNA |   |     |   |   |    | –      | –    |

### Formel-1-Rennen ohne Weltmeisterschaftsstatus
| Saison             | Team              | Chassis      | Fahrer | 1 | 2 | 3 | 4 | 5 | 6 | 7   | 8   | 9 | 10 | 11 | 12 | 13 | 14 | 15 | 16 | 17 | 18  | 19 | 20 | 21 | 22 | 23 | 24 | 25 | 26 | 27 |
| ------------------ | ----------------- | ------------ | ------ | - | - | - | - | - | - | --- | --- | - | -- | -- | -- | -- | -- | -- | -- | -- | --- | -- | -- | -- | -- | -- | -- | -- | -- | -- |
| 1961               |                   |              |        |   |   |   |   |   |   |     |     |   |    |    |    |    |    |    |    |    |     |    |    |    |    |    |    |    |    |    |
| Isobel De Tomaso   | De Tomaso F2-Osca | R. Businello |        |   |   |   |   |   |   |     |     |   | 5  |    |    |    |    |    |    |    |     |    |    |    |    |    |    |    |    |    |
| Isobel De Tomaso   | De Tomaso F2-Osca | G. Zanarotti |        |   |   |   |   |   |   |     |     |   |    |    |    |    |    |    |    |    | DNQ |    |    |    |    |    |    |    |    |    |
| Isobel De Tomaso   | F1-004 Alfa Romeo | R. Businello |        |   |   |   |   |   |   |     |     |   |    |    |    |    |    |    |    |    | DNF |    |    |    |    | 4  |    |    |    |    |
| 1962               |                   |              |        |   |   |   |   |   |   |     |     |   |    |    |    |    |    |    |    |    |     |    |    |    |    |    |    |    |    |    |
| Scuderia De Tomaso | De Tomaso F2-Osca | G. Zanarotti |        |   |   |   |   |   |   |     | DNQ |   |    |    |    |    |    |    |    |    |     |    |    |    |    |    |    |    |    |    |
| 1963               |                   |              |        |   |   |   |   |   |   |     |     |   |    |    |    |    |    |    |    |    |     |    |    |    |    |    |    |    |    |    |
| Scuderia De Tomaso | F1-005 Ford       | F. Bernabei  |        |   |   |   |   |   |   | DNF |     |   |    |    |    |    |    |    |    |    |     |    |    |    |    |    |    |    |    |    |